# Ryghvirvel
En ryghvirvel eller vertebra er en irregulær knogle i rygsøjlen. Den har komplekse strukturer bestående af knogle og noget hyalinbrusk, hvor proportionerne varierer i forhold til placeringen i rygsøjlen og typen af ryghvirvel.
| Anatomi | Spire Denne artikel om anatomi er en spire som bør udbygges. Du er velkommen til at hjælpe Wikipedia ved at udvide den. |